# Son Hung-min
Son Hung-min (hangul 손흥민, anglický přepis: Son Heung-min; * 8. července 1992, Čchunčchon) je jihokorejský profesionální fotbalista, který hraje na pozici křídelníka za americký klub Los Angeles FC a za jihokorejský národní tým.
Když roku 2015 přestoupil z Bayeru Leverkusen do Tottenhamu Hotspur stal se nejdražším přestupujícím asijským fotbalistou.
Roku 2020 se stal prvním fotbalistou z Asie, který v anglické Premier League vstřelil 50 a více gólů.
Zúčastnil se Mistrovství světa v roce 2014 (Brazílie) a v roce 2018 (Rusko). V roce 2016 si zahrál na Letních olympijských hrách v Rio de Janeiru (Brazílie).

## Klubová kariéra

### Bayer Leverkusen
V průběhu června 2013 přestoupil z Hamburku do Bayeru Leverkusen za částku činící circa 10 milionů eur a v týmu nahradil do Chelsea odcházejícího André Schürrleho.
Za 87 zápasů Bundesligy stihl nastřílet 29 gólů.

### Tottenham

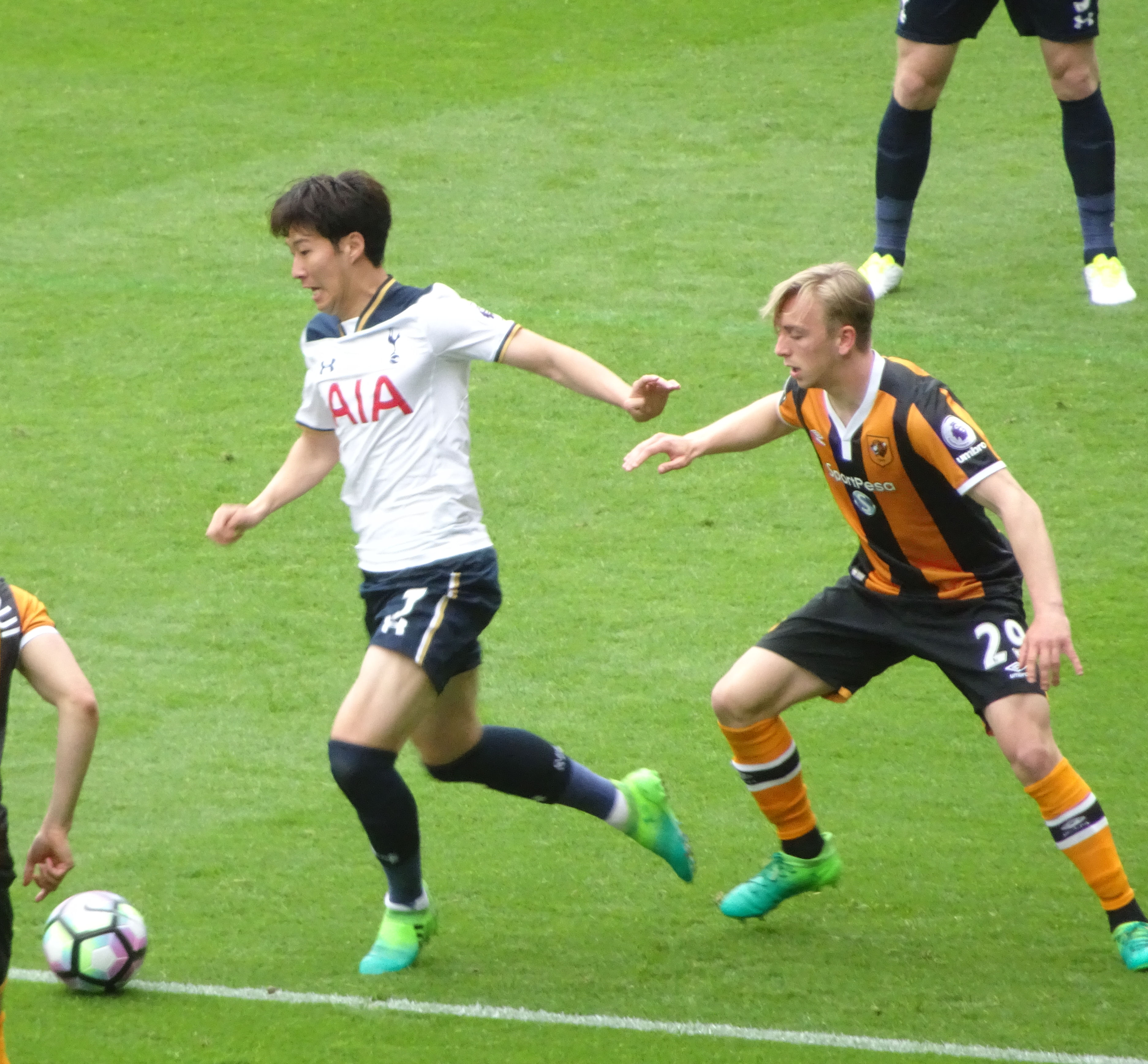
Son v roce 2017

Na konci srpna roku 2015 opustil Bayer Leverkusen a zamířil do londýnského Tottenhamu Hotspur za částku 22 milionů liber, přičemž zde podepsal pětiletou smlouvu. Stal se nejdražším přestupujícím fotbalistou původem z Asie.
Trenér Mauricio Pochettino Sonovi umožnil debutovat na půdě Sunderlandu dne 13. září 2015, kde Tottenham vyhrál 1:0. Ze zápasu odehrál více než hodinu, posléze byl vystřídán Androsem Townsendem.
Ve svém druhém zápase – a prvním na domácím stadionu White Hart Lane – dal dva góly v Evropské lize 17. září proti Karabachu.
Na hřišti Watfordu 28. prosince vkročil na trávník jako střídající hráč na posledních 20 minut a v 89. minutě dal vítězný gól na konečných 2:1.
Proti Chelsea v klíčovém zápase hraném 2. května 2016 na její půdě zvyšoval před poločasovou přestávkou vedení na 2:0, vedení ale Tottenham ve zbytku zápase ztratil.
Konečný výsledek 2:2 přisoudil mistrovský titul konkurenčnímu Leicesteru, Tottenham mezitím prodloužil čekání na svůj ligový triumf, trvající od roku 1961.
Pro Sona započala sezóna 2016/17 povedeným výkonem na půdě Stoke City 10. září 2016, kde dvěma góly vyztužil vedení 2:0, aby ještě připravil asistenci na konečných 4:0 pro Harryho Kanea. Střelcem dvou gólů při venkovní výhře 2:1 se stal rovněž 24. září proti Middlesbrough. Pátým gólem v pěti zápasech rozhodl tři dny nato o výhře 1:0 v Lize mistrů venku proti CSKA Moskva. Zářijové výkony v Premier League byly základem pro jeho jmenování „hráčem měsíce“, což se do té doby nikomu z jihokorejských, ba asijských fotbalistů nepodařilo.
Díky jeho hattricku při výhře 6:0 do sítě Millwallu 12. března 2017 postoupil Tottenham do semifinále FA Cupu. 1. dubna dal druhý gól svého mužstva při venkovní výhře 2:0 proti Burnley. O čtyři dny později udržel při životě naděje na titul, když vstřelil druhý ze tří gólů Spurs při výhře 3:1 na půdě Swansea City, kde Tottenham otočil výsledek všemi třemi góly až po 88. minutě. 8. dubna se potřetí v sezóně prezentoval dvougólově při domácí výhře 4:0 s Watfordem, která pro Tottenham znamenala šestou ligovou výhru po sobě a držení kroku s vedoucí Chelsea. Proti AFC Bournemouth 15. září pomohl vyhrát 4:0 jedním gólem, nezabránil však semifinálovému vyřazení v FA Cupu ze strany Chelsea. Podruhé v sezóně byl 12. května ohlášen hráčem měsíce za měsíc duben.
Před začátkem sezóny 2018/19 prodloužil stávající smlouvu do roku 2023.
První góly v sezóně zaznamenal 31. října na hřišti West Ham United při výhře 3:1, kdy dvěma trefami poslal svůj tým do vedení 2:0 ve čtvrtém kole Ligového poháru (EFL Cup).
Dne 24. listopadu zvyšoval vedení Tottenhamu na 3:0 v domácím zápase s Chelsea, kterou Son se spoluhráči ve 13. kole porazil 3:1. Zatímco pro Chelsea to byla první ligová porážka sezóny, Son vstřelil svůj 50. gól v klubu.
Za tuto individuální akci, při které nejen rychlostí překonal dva soupeřovy hráče, získal cenu pro nejlepší gól měsíce za měsíc listopad.
Na hřišti Leicesteru 8. prosince dal první gól tohoto střetnutí a později asistoval gólu na konečných 2:0 pro Tottenham.
Son otevřel skóre prvního klání osmifinále Ligy mistrů 13. února 2019 proti Borussii Dortmund. Tottenham se domácí výhrou 3:0 přiblížil postupu do čtvrtfinále.
První zápas čtvrtfinále této soutěže proti Manchesteru City se již odehrál na novém stadionu 9. dubna. Son jediným gólem zápasu rozhodl o výhře 1:0. V odvetě čtvrtfinále v následujícím týdnu se do 10. minuty dvakrát přesně trefil a nejprve vyrovnal na 1:1 a pak poslal Tottenham do vedení. Zápas se stal „přestřelkou“, ze které z pohledu Sona vzešla porážka 3:4. Díky pravidlu venkovních gólů po souhrnném výsledku 4:4 proto zamířil do semifinále Tottenham. Londýnský klub se probojoval do semifinále teprve podruhé ve své historii a poprvé od roku 1962, kdy se to zdařilo v rámci dřívější Ligy mistrů – Poháru mistrů evropských zemí. Mezitím se Son stal nejgólovějším Asiatem v Lize mistrů, když se 12 góly překonal Uzbeka Maxima Šatskicha. Na webu BBC Sport byl hlasujícími fanoušky zvolen hráčem zápasu. Ve finále Ligy mistrů čelil 1. června Liverpoolu na stadionu Wanda Metropolitano v Madridu, ve kterém však zakusil porážku 0:2.
V únoru 2020 vstřelil dva góly mužstvu Aston Villy při venkovní ligové výhře 3:2. Za stavu 1:1 se ujmul penalty, kterou sice zprvu vychytal brankář Pepe Reina, útočník Tottenhamu ale z dorážky přesto skóroval. Tímto se stal fotbalistou s 50 góly v anglické nejvyšší lize – Premier League – jako vůbec první hráč původem z Asie a v zápase ještě přidal další, svůj druhý, gól.
Ve druhém kole ligové sezóny 2020/21 se Son uvedl čtyřmi góly na půdě Southamptonu při výhře 5:2, na něž všechny mu nahrál autor posledního gólu Tottenhamu, útočník Harry Kane.
Ve čtvrtém kole se 4. října dvěma trefami (a asistencí) podílel na výhře 6:1 na hřišti Manchesteru United, nejvyšší výhře Tottenhamu na půdě tohoto soupeře v klubové historii a nejvyšší výhra nad tímto soupeřem z Manchesteru od roku 1932, kdy Tottenham rovněž vyhrál 6:1 (doma).
Později byl díky říjnovým výkonům potřetí v kariéře vyhlášen hráčem měsíce.
Doma proti Leeds United 2. ledna dal Son gól a přispěl k výhře 3:0 v zápase Premier League, ve kterém navíc asistoval gólu Tobyho Alderweirelda. Korejec tímto zaznamenal 100. gól ve dresu londýnského týmu, který zvítězil poprvé od začátku prosince.
Sezónu Premier League 2021/22 načal jediným a tudíž vítězným gólem zápasu doma proti obhajujícímu Manchesteru City. Když převzal tým nový trenér Antonio Conte, odvděčil se mu Son 4. listopadu gólem do sítě Vitesse v Evropské konferenční lize UEFA a pomohl vyhrát 3:2. Již potřetí se tak trefil jako první hráč týmu při premiérovém zápase nového trenéra, předtím tak učinil při premiérách Josého Mourinha a Nuna Espírita Santa. Při výhře 3:0 nad Crystal Palace 26. prosince protáhl svoji střeleckou sérii na čtyři zápasy, díky čemuž trenér Conte nadále v novém působišti neprohrál.
Dne 21. května 2025 získal Son první trofej ve své kariéře, když se podílel na vítězství 1:0 proti Manchesteru United ve finále Evropské ligy UEFA 2024/2025.
Dne 2. srpna 2025 Son na tiskové konferenci konané v rámci předsezonního turné londýnského klubu v Soulu oznámil, že Tottenham po takřka deseti letech během léta 2025 opustí.
Los Angeles FC
7.srpna 2025 uzavřel smlouvu do konce roku 2027 s dvouletou opcí v hodnotě 22 miliónů eur a tím se stal nejdražším přestupem v Major League Soccer v historii

## Reprezentační kariéra
Prošel mládežnickými výběry a v roce 2009 se představil na Mistrovství světa hráčů do 17 let, který ten rok pořádala Nigérie. Skóroval hned první zápas proti Uruguayi, kdy na úvod pomohl vyhrát 3:1. Ve čtvrtfinále vstřelil gól proti pozdějším poraženým finalistům, domácím Nigerijcům, kteří ovšem proměnili prozatímní stav 1:1 na vítězný výsledek 3:1.
V lednu 2011 se účastnil Asijského poháru AFC, svého prvního turnaje za národní mužstvo. Ve třetím skupinovém zápase dal první reprezentační gól při výhře 4:1 proti Indii, jeho nakonec jediný gól na turnaji, který pro Jižní Koreu skončil třetím místem.
Zúčastnil se Mistrovství světa 2014 v Brazílii, kde Jižní Korea obsadila s jedním bodem poslední místo v základní skupině H. Zahrál si také na následujícím závěrečném turnaji, na Mistrovství světa 2018 v Rusku, kde se mu podařilo vsítit dvě branky. Jižní Korea skončila na 3. místě skupiny F.
V kvalifikačním zápase 16. listopadu 2021 venku proti Iráku, který se ovšem odehrál v Kataru, podpořil gólem z proměněné penalty výhru 3:0 a přiblížil Jižní Koreu na závěrečný světový turnaj pořádaný právě Katarem v roce následujícím.
Představil se na Mistrovství světa, které Katar hostil v listopadu a prosinci roku 2022. Okolo jeho startu byly pochybnosti způsobené zraněním obličeje v klubovém utkání. Do skupinového utkání proti Uruguayi dne 24. listopadu nastoupil s ochrannou maskou a patřil mezi nejnebezpečnější hráče svého týmu. Úvodní utkání skončilo remízou bez gólu.
V Asijském poháru ve Čtvrtfinále dal vítězný gól Austrálii.

## Statistiky

### Klubové
K 22. květnu 2022
| Klub              | Sezóna  | Liga           | Liga | Liga  | Národní pohár | Národní pohár | Ligový pohár | Ligový pohár | Evropské poháry | Evropské poháry | Celkem | Celkem |
| Klub              | Sezóna  | Division       | Apps | Goals | Apps          | Goals         | Apps         | Goals        | Apps            | Goals           | Apps   | Goals  |
| ----------------- | ------- | -------------- | ---- | ----- | ------------- | ------------- | ------------ | ------------ | --------------- | --------------- | ------ | ------ |
| Hamburger SV      | 2010/11 | Bundesliga     | 13   | 3     | 1             | 0             | —            | —            | —               | —               | 14     | 3      |
| Hamburger SV      | 2011/12 | Bundesliga     | 27   | 5     | 3             | 0             | —            | —            | —               | —               | 30     | 5      |
| Hamburger SV      | 2012/13 | Bundesliga     | 33   | 12    | 1             | 0             | —            | —            | —               | —               | 34     | 12     |
| Hamburger SV      | Celkem  | Celkem         | 73   | 20    | 5             | 0             | —            | —            | —               | —               | 78     | 20     |
| Bayer Leverkusen  | 2013/14 | Bundesliga     | 31   | 10    | 4             | 2             | —            | —            | 8               | 0               | 43     | 12     |
| Bayer Leverkusen  | 2014/15 | Bundesliga     | 30   | 11    | 2             | 1             | —            | —            | 10              | 5               | 42     | 17     |
| Bayer Leverkusen  | 2015/16 | Bundesliga     | 1    | 0     | 0             | 0             | —            | —            | 1               | 0               | 2      | 0      |
| Bayer Leverkusen  | Celkem  | Celkem         | 62   | 21    | 6             | 3             | —            | —            | 19              | 5               | 87     | 29     |
| Tottenham Hotspur | 2015/16 | Premier League | 28   | 4     | 4             | 1             | 1            | 0            | 7               | 3               | 40     | 8      |
| Tottenham Hotspur | 2016/17 | Premier League | 34   | 14    | 5             | 6             | 0            | 0            | 8               | 1               | 47     | 21     |
| Tottenham Hotspur | 2017/18 | Premier League | 37   | 12    | 7             | 2             | 2            | 0            | 7               | 4               | 53     | 18     |
| Tottenham Hotspur | 2018/19 | Premier League | 31   | 12    | 1             | 1             | 4            | 3            | 12              | 4               | 48     | 20     |
| Tottenham Hotspur | 2019/20 | Premier League | 30   | 11    | 4             | 2             | 1            | 0            | 6               | 5               | 41     | 18     |
| Tottenham Hotspur | 2020/21 | Premier League | 37   | 17    | 2             | 0             | 3            | 1            | 9               | 4               | 51     | 22     |
| Tottenham Hotspur | 2021/22 | Premier League | 35   | 23    | 2             | 0             | 4            | 0            | 4               | 1               | 45     | 24     |
| Tottenham Hotspur | Celkem  | Celkem         | 232  | 93    | 25            | 12            | 15           | 4            | 53              | 22              | 325    | 131    |
| Celkem            | Celkem  | Celkem         | 373  | 135   | 36            | 15            | 15           | 4            | 72              | 27              | 496    | 181    |

### Reprezentační
Ke 14. červnu 2022
| Jižní Korea | Jižní Korea | Jižní Korea |
| Year        | Apps        | Goals       |
| ----------- | ----------- | ----------- |
| 2010        | 1           | 0           |
| 2011        | 7           | 1           |
| 2012        | 3           | 0           |
| 2013        | 11          | 4           |
| 2014        | 12          | 2           |
| 2015        | 12          | 9           |
| 2016        | 6           | 1           |
| 2017        | 9           | 3           |
| 2018        | 13          | 3           |
| 2019        | 13          | 3           |
| 2020        | 2           | 0           |
| 2021        | 7           | 4           |
| 2022        | 6           | 3           |
| Celkem      | 102         | 33          |

#### Reprezentační góly
Skóre a výsledky Jižní Koreje jsou vždy zapisovány jako první
| Gól  | Datum              | Místo                                               | Soupeř     | Skóre | Výsledek | Soutěž                                |
| ---- | ------------------ | --------------------------------------------------- | ---------- | ----- | -------- | ------------------------------------- |
| 1.   | 18. ledna 2011     | Thani bin Jassim Stadium, Dauhá, Katar              | Indie      | 4:1   | 4:1      | Asijský pohár 2011                    |
| 2.   | 26. března 2013    | Seoul World Cup Stadium, Soul, Jižní Korea          | Katar      | 2:1   | 2:1      | Kvalifikace na Mistrovství světa 2014 |
| 3.   | 6. září 2013       | Incheon Football Stadium, Inčchon, Jižní Korea      | Haiti      | 1:0   | 4:1      | Přátelský zápas                       |
| 4.   | 6. září 2013       | Incheon Football Stadium, Inčchon, Jižní Korea      | Haiti      | 4:1   | 4:1      | Přátelský zápas                       |
| 5.   | 15. října 2013     | Cheonan Stadium, Čchonan, Jižní Korea               | Mali       | 2:1   | 3:1      | Přátelský zápas                       |
| 6.   | 5. března 2014     | Stadion Karaiskakis, Athény, Řecko                  | Řecko      | 2:0   | 2:0      | Přátelský zápas                       |
| 7.   | 22. června 2014    | Estádio Beira-Rio, Porto Alegre, Brazílie           | Alžírsko   | 1:3   | 2:4      | Mistrovství světa 2014                |
| 8.   | 22. ledna 2015     | Melbourne Rectangular Stadium, Melbourne, Austrálie | Uzbekistán | 1:0   | 2:0      | Asijský pohár 2015                    |
| 9.   | 22. ledna 2015     | Melbourne Rectangular Stadium, Melbourne, Austrálie | Uzbekistán | 2:0   | 2:0      | Asijský pohár 2015                    |
| 10.  | 31. ledna 2015     | Olympijský stadion Australia, Sydney, Austrálie     | Austrálie  | 1:1   | 1:2      | Asijský pohár 2015                    |
| 11.  | 16. června 2015    | Rajamangala Stadium, Bangkok, Thajsko               | Myanmar    | 2:0   | 2:0      | Kvalifikace na Mistrovství světa 2018 |
| 12.  | 3. září 2015       | Hwaseong Stadium, Hwasong, Jižní Korea              | Laos       | 2:0   | 8:0      | Kvalifikace na Mistrovství světa 2018 |
| 13.  | 3. září 2015       | Hwaseong Stadium, Hwasong, Jižní Korea              | Laos       | 5:0   | 8:0      | Kvalifikace na Mistrovství světa 2018 |
| 14.  | 3. září 2015       | Hwaseong Stadium, Hwasong, Jižní Korea              | Laos       | 7:0   | 8:0      | Kvalifikace na Mistrovství světa 2018 |
| 15.  | 17. listopadu 2015 | New Laos National Stadium, Vientiane, Laos          | Laos       | 3:0   | 5:0      | Kvalifikace na Mistrovství světa 2018 |
| 16.  | 17. listopadu 2015 | New Laos National Stadium, Vientiane, Laos          | Laos       | 5:0   | 5:0      | Kvalifikace na Mistrovství světa 2018 |
| 17.  | 6. října 2016      | Suwon World Cup Stadium, Suwon, Jižní Korea         | Katar      | 3:2   | 3:2      | Kvalifikace na Mistrovství světa 2018 |
| 18.. | 10. října 2017     | Tissot Arena, Biel, Švýcarsko                       | Maroko     | 1:3   | 1:3      | Přátelský zápas                       |
| 19.  | 10. listopadu 2017 | Suwon World Cup Stadium, Suwon, Jižní Korea         | Kolumbie   | 1:0   | 2:1      | Přátelský zápas                       |
| 20.  | 10. listopadu 2017 | Suwon World Cup Stadium, Suwon, Jižní Korea         | Kolumbie   | 2:0   | 2:1      | Přátelský zápas                       |
| 21.  | 28. května 2018    | Daegu Stadium, Tegu, Jižní Korea                    | Honduras   | 1:0   | 2:0      | Přátelský zápas                       |
| 22.  | 23. června 2018    | Rostov Arena, Rostov na Donu, Rusko                 | Mexiko     | 1:2   | 1:2      | Mistrovství světa 2018                |
| 23.  | 27. června 2018    | Kazaň Arena, Kazaň Arena, Rusko                     | Německo    | 2:0   | 2:0      | Mistrovství světa 2018                |
| 24.  | 26. března 2019    | Seoul World Cup Stadium, Soul, Jižní Korea          | Kolumbie   | 1:0   | 2:1      | Přátelský zápas                       |
| 25.  | 10. října 2019     | Hwaseong Stadium, Hwasong, Jižní Korea              | Srí Lanka  | 1:0   | 8:0      | Kvalifikace na Mistrovství světa 2022 |
| 26.  | 10. října 2019     | Hwaseong Stadium, Hwasong, Jižní Korea              | Srí Lanka  | 5:0   | 8:0      | Kvalifikace na Mistrovství světa 2022 |
| 27.  | 13. června 2021    | Goyang Stadium, Kojang, Jižní Korea                 | Libanon    | 2:1   | 2:1      | Kvalifikace na Mistrovství světa 2022 |
| 28.  | 7. října 2021      | Ansan Wa~ Stadium, Ansan, Jižní Korea               | Sýrie      | 2:1   | 2:1      | Kvalifikace na Mistrovství světa 2022 |
| 29.  | 12. října 2021     | Azadi Stadium, Teherán, Írán                        | Írán       | 1:0   | 1:1      | Kvalifikace na Mistrovství světa 2022 |
| 30.  | 16. listopadu 2021 | Thani bin Jassim Stadium, Dauhá, Katar              | Irák       | 2:0   | 3:0      | Kvalifikace na Mistrovství světa 2022 |

## Úspěchy

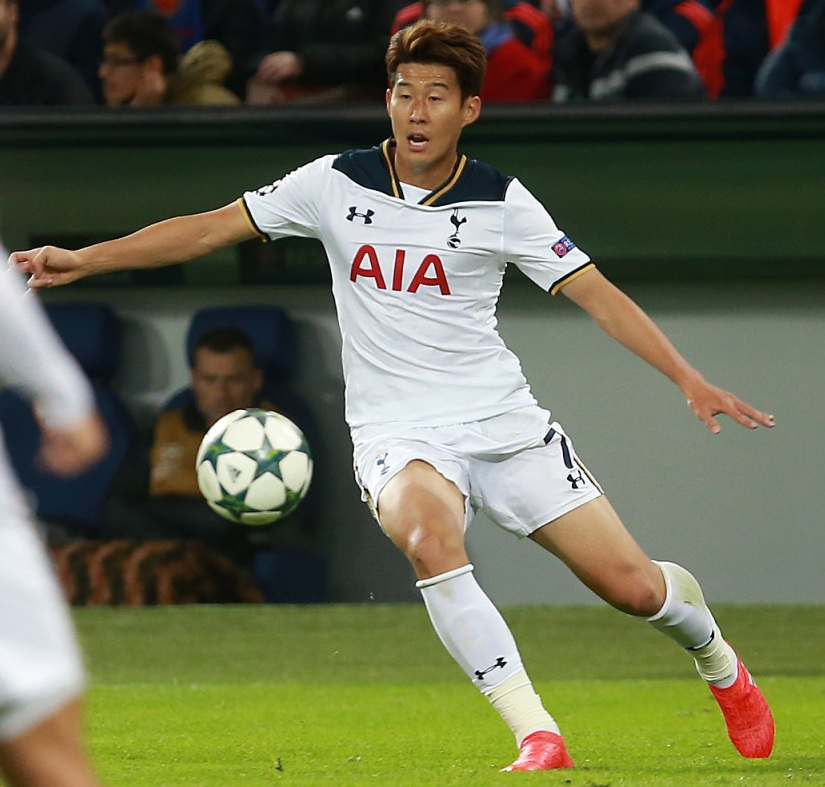
Son v roce 2016

### Klubové
Tottenham Hotspur
- 1× Finalista Ligy mistrů UEFA – 2018/19
- 1× Vítěz Evropské ligy UEFA – 2024/2025

### Reprezentační
Jihokorejská reprezentace U23
- 1× Vítěz Asijských her – 2018

### Individuální
- 6× Jihokorejský fotbalista roku – 2013, 2014, 2017, 2019, 2020, 2021[3][49]
- 2× Hráč sezóny Tottenhamu – 2018/19, 2019/20, 2021/22[3]
- 3× Hráč měsíce v Premier League – září 2016,[13] duben 2017,[18] říjen 2020[31][50]
- 2× Střelec gólu měsíce v Premier League – listopad 2018, prosinec 2019[50]
- 1× Střelec gólu sezóny v Premeir League – 2019/20
- 1× Vítěz Ceny Ference Puskáse – 2020
- Tým roku Premier League podle PFA – 2020/21[51]